# La Première Fois sur l'herbe
Pour plus de détails, voir Fiche technique et Distribution.
La Première Fois sur l'herbe (La prima volta, sull'erba) est un film dramatique sentimental italien réalisé par Gianluigi Calderone et sorti en 1975.

## Synopsis
Début du XXe siècle. Deux familles se rencontrent dans un gîte du Tyrol : un médecin et son fils et une veuve et sa fille. Une belle amitié se noue entre les deux jeunes gens, qui se transforme bientôt en une relation sans tabou, approuvée par les parents qui ont une vision très libre de la vie. Entre-temps, les parents tombent également amoureux, ce qui va provoquer un blocage émotionnel dans la relation des jeunes. Lorsque les jeunes tentent un double suicide, déjoué par un ami, les deux familles se séparent à jamais.

## Fiche technique
- Titre français : La Première Fois sur l'herbe[1]
- Titre original italien : La prima volta, sull'erba ou Danza d'amore sotto gli olmi[2]
- Réalisateur : Gianluigi Calderone
- Scénario : Gianluigi Calderone, Vincenzo Cerami
- Photographie : Marcello Gatti
- Montage : Nino Baragli
- Musique : Fiorenzo Carpi (supervisé par Bruno Nicolai)
- Décors : Franco Velchi (it)
- Costumes : Mariolina Bono
- Maquillage : Franco Schioppa
- Production : Mario Bregni, Pietro Bregni, Enzo Doria
- Société de production : Produzioni Atlas Cinematografiche
- Pays de production :  Italie
- Langue originale : italien
- Format : couleur par Eastmancolor - Son mono - 35 mm
- Durée : 90 minutes
- Genre : Drame sentimental
- Dates de sortie :
  - Italie : 27 février 1975
  - France : 1975[1]

## Distribution
- Anne Heywood : Margaret
- Claudio Cassinelli : Hans Schmidt
- Mark Lester : Franz Schmidt
- Monica Guerritore : Lotte, fille de Margherita
- Giovanna Di Bernardo : Hella Grass
- Bruno Zanin : Johann
- Vincenzo Ferro : M. Grass
- Janine Samonà : Mme Grass
- Anna Waidmann
- Giuseppe Winkler
- Lorenzo Piani